# Näringslivets delegation
Näringslivets delegation (finska: Elinkeinoelämän valtuuskunta EVA) grundades 1974 i Helsingfors med ändamål att bland annat tillvarata näringslivets intressen i samhällsdebatten, där agendan vid denna tid i hög grad sattes av den politiska vänstern. Nykomlingen i organisationslivet var märklig såtillvida att den inte var en intresse- eller påtryckningsorganisation, inte heller en ideell organisation eller ens en registrerad förening.
Delegationens syfte var att försvara marknadsekonomin och påvisa att denna var intimt förknippad med demokratin i västerländsk tappning. Ett av (de outtalade) huvudmålen med den nya organisationen var att motverka eventuella av Sovjetunionen inspirerade och understödda strävanden att rubba Finlands lagliga samhällsordning. 
Delegationen kanaliserade bland annat medel som på 1970- och 1980-talen användes till att motverka vänstertendenser inom undervisningsväsendet. Den främste initiativtagaren var politikern och bankmannen Päiviö Hetemäki som tillhörde Samlingspartiet. Till förste verkställande direktör utsågs landets mest ansedda diplomat, Max Jakobson, som bland annat var en av huvudarkitekterna för den konsensus gällande den ekonomiska politiken som byggdes upp mot slutet av 1970-talet.
Delegationen har i dag till ändamål att främja det finländska samhällets välmåga på längre sikt, vilket innefattar nationell konkurrenskraft, materiellt välstånd och högtstående kultur. Den bedriver bland annat utrednings- och forskningsarbete samt anordnar diskussioner och seminarier. Dess ståndpunktstaganden i frågor som rör näringslivet är i allmänhet av principiell natur.